# Первомайська (станція метро, закрита)
55°47′22″ пн. ш. 37°46′28″ сх. д. / 55.78944° пн. ш. 37.77444° сх. д.
«Первомайська», «Першотравнева» (рос. Первомайская) — закрита станція Московського метрополітену. Була кінцевою на Арбатсько-Покровській лінії в 1954—1961 роках. Розташовувалася в депо «Ізмайлово».
Відкрита 24 вересня 1954 в ході подовження лінії на схід від станції «Ізмайловська» (на початок XXI сторіччя «Партизанська»). Закрита 21 жовтня 1961 після відкриття ділянки «Ізмайловська» — «Первомайська (нова)».

## Вестибюлі й пересадки
На станції був один вестибюль (східний), що зберігся дотепер, з виходом на Первомайську вулицю і 1-у Паркову вулицю Ще кілька років тому на ньому були добре видно залишки напису «Метрополітен імені Л. М. Кагановича. Станція Первомайська».

## Технічна характеристика
Глибина закладення станції — 0 метрів. Висота над рівнем моря 142 м. Станція займала одну (5-у) наву депо «Ізмайлово». Конструкція стандартна для депо.

## Оздоблення
Єдина в Московському метрополітені станція з дерев'яним дахом.
Колійні стіни оздоблені керамічною плиткою двох кольорів: кремового — зверху і чорного — знизу. На колійних стінах вгорі збереглися ліпні прикраси. Підлога була оброблений мармуром.
Освітлення станції проводилося за допомогою знаходилися в центрі платформи люстр авторського дизайну, аналогічних люстрам на станціях «Київська» і «ВДНХ».
Стіни вестибюля станції були оздоблені мармуром, стеля була побілена, підлога була викладена мармуром.